# عصام عبد الله
عصام بسام حسن خليل عبد الله (1986 - 13 أكتوبر 2023)، صحفي لبناني من مواليد بلدة الخيام الجنوبية. عمل مصورًا ومنتجًا لوكالة رويترز. قتل يوم الجمعة 13 أكتوبر 2023 وهو على رأس عمله الصحفي إثر استهدافه بقصف إسرائيلي في محيط قرية علما الشعب.

## مقتله
قُتل عصام عبد الله مساء يوم الجمعة 13 أكتوبر 2023 وهو على رأس عمله الصحفي في بلدة علما الشعب الواقعة أقصى جنوب لبنان لتغطية التصعيد العسكري على جانبي الخط الأزرق، وذلك عندما استُهدفت السيارة المدنية التي تقله ومجموعة صحفيين من قبل مدفعية الجيش الإسرائيلي استهدافًا مباشرًا مما أدى إلى مقتله على الفور وإصابة 6 صحفيين آخرين واحتراق السيارة كاملةً.
«خلص تحقيق أجرته رويترز إلى أن طاقم دبابة إسرائيلية قتل صحفيا من رويترز وأصاب ستة صحفيين في لبنان يوم 13 أكتوبر تشرين الأول بإطلاق قذيفتين في تتابع سريع من داخل إسرائيل بينما كان الصحفيون يصورون قصفا عبر الحدود.»
نعته وكالة رويترز في بيانٍ رسميٍ جاء فيه: «نشعر بحزن شديد لمعرفة نبأ مقتل مصور الفيديو عصام عبد الله».
نقل جثمانه يوم السبت 14 أكتوبر 2023 من المستشفى اللبناني الإيطالي في مدينة صور إلى منزل عائلته بمحلة المعصرة في بلدة الخيام ومنها خرج محمولًا على الأكفّ وملفوفًا بالعلم اللبناني في موكب تشيع جماهيري شارك فيه المدير العام بوزارة الإعلام اللبنانيَّة وعدد من الصحفيين، وممثلين عن أحزاب سياسية وشخصيات رسمية، ووري الثرى في مقبرة البلدة عقب إقامة صلاة الجنازة بعيد صلاة الظهر.

## ردود الأفعال
- اعتبر رئيس الحكومة اللبنانية نجيب ميقاتي أن استهداف العدو الإسرائيلي للصحافيين مباشرة في عدوانه المستمر على الأراضي اللبنانية وصمة عار جديدة تضاف إلى سجله الأسود في القتل والعدوان.[4]
- أعلنت وزارة الخارجية اللبنانية أن استهداف الصحفيين جريمة بحق حرية الرأي والصحافة وحقوق الإنسان والقانون الدولي.[11]
- قال نقيب محرري الصحافة في لبنان جوزيف القصيفي: الاعتداء على الصحفيين في علما الشعب جريمة ترقى إلى مصاف جرائم الحرب.[1]
- قال الأمين العام للأمم المتحدة أنطونيو غوتيريش: «إن مقتل عصام عبد الله المصور في وكالة رويترز للأنباء أثناء تأدية عمله في جنوب لبنان يعكس الخطر الهائل لاتساع نطاق الصراع بين إسرائيل وحماس إلى لبنان».[12]
- قالت المتحدثة باسم البيت الأبيض: «قلوبنا مع عائلات الصحافيين الذين فقدوا أرواحهم وهؤلاء الذين أصيبوا بجروح في لبنان. الصحافيون يقومون بعملٍ أساسي لإعلام الجمهور بشكل أفضل، وغالبًا ما يكون ذلك في ظروف خطرة».[4]
- صرح متحدث باسم جيش الإسرائيلي أنهم على علم بالحادث الذي وقع مع الصحفي عصام عبد الله وأنهم ينظرون في الأمر واصفه بالـ«مأساوي».[13]
- عزَّت شبكة الجزيرة الإعلامية الأسرة الصحفية عبر العالم وذوي عصام عبد الله، وتمنت الشفاء العاجل لجميع الجرحى.[14]